# Campionati mondiali di karate 2000
La 15ª edizione del campionato mondiale di karate si è svolta a Monaco di Baviera nel 2000. Hanno partecipato 820 karateka provenienti da 84 paesi.

## Medagliere
| Posizione | Nazione     | Oro | Argento | Bronzo | Totale |
| --------- | ----------- | --- | ------- | ------ | ------ |
| 1         | Francia     | 6   | 6       | 4      | 16     |
| 2         | Giappone    | 4   | 2       | 4      | 10     |
| 3         | Germania    | 2   | 2       | 2      | 6      |
| 4         | Spagna      | 1   | 3       | 3      | 7      |
| 5         | Senegal     | 1   | 1       | 0      | 2      |
| 6         | Turchia     | 1   | 0       | 1      | 2      |
| 7         | Croazia     | 1   | 0       | 0      | 1      |
| 7         | Paesi Bassi | 1   | 0       | 0      | 1      |
| 9         | Italia      | 0   | 3       | 5      | 8      |
| 10        | Iran        | 0   | 0       | 3      | 3      |
| 11        | Jugoslavia  | 0   | 0       | 2      | 2      |
| 12        | Austria     | 0   | 0       | 1      | 1      |
| 12        | Benin       | 0   | 0       | 1      | 1      |
| 12        | Stati Uniti | 0   | 0       | 1      | 1      |
| 12        | Regno Unito | 0   | 0       | 1      | 1      |
| 12        | Grecia      | 0   | 0       | 1      | 1      |
| 12        | Perù        | 0   | 0       | 1      | 1      |

## Podi

### Kata
| Posizione | Karateka      |
| --------- | ------------- |
| 1         | Michaël Milon |
| 2         | Ryoke Abe     |
| 3         | Luca Valdesi  |

| Posizione | Karateka          |
| --------- | ----------------- |
| 1         | Atsuko Wakai      |
| 2         | Myriam Szkudlarek |
| 3         | Roberta Sodero    |

| Posizione | Nazione  |
| --------- | -------- |
| 1         | Giappone |
| 2         | Francia  |
| 3         | Spagna   |

| Posizione | Nazione  |
| --------- | -------- |
| 1         | Francia  |
| 2         | Giappone |
| 3         | Italia   |

### Kumite
| Posizione | Karateka         |
| --------- | ---------------- |
| 1         | Cécil Boulesnane |
| 2         | Francesco Ortu   |
| 3         | Damien Dovy      |
| 3         | Kenichi Imai     |

| Posizione | Karateka           |
| --------- | ------------------ |
| 1         | Lazar Boskovic     |
| 2         | A. Ramiro          |
| 3         | Alexandre Biamonti |
| 3         | George Kotaka      |

| Posizione | Karateka        |
| --------- | --------------- |
| 1         | Gustaff Lefevre |
| 2         | Fode Ndao       |
| 3         | Mehdi Amozadeh  |
| 3         | R. Bel Lahsen   |

| Posizione | Karateka         |
| --------- | ---------------- |
| 1         | Ivan Leal        |
| 2         | Fadi Chaabo      |
| 3         | David Félix      |
| 3         | Gennaro Talarico |

| Posizione | Karateka         |
| --------- | ---------------- |
| 1         | Daniël Sabanovic |
| 2         | Yann Baillon     |
| 3         | A. Arnaiz        |
| 3         | T. Nitschmann    |

| Posizione | Karateka         |
| --------- | ---------------- |
| 1         | Mamadou Ndiaye   |
| 2         | Seydina Balde    |
| 3         | Mehran Behnamfar |
| 3         | Marc Haubold     |

| Posizione | Karateka                  |
| --------- | ------------------------- |
| 1         | Christophe Pinna          |
| 2         | Davide Benetello          |
| 3         | S. Ashtian                |
| 3         | Konstantinos Papadopoulos |

| Posizione | Karateka      |
| --------- | ------------- |
| 1         | Hiromi Hasama |
| 2         | Nadia Mecheri |
| 3         | G. Eusebio    |
| 3         | M. Vicovac    |

| Posizione | Karateka            |
| --------- | ------------------- |
| 1         | Alexandra Witteborn |
| 2         | Chiara Stella Bux   |
| 3         | Mayuni Baba         |
| 3         | S. Mitic            |

| Posizione | Karateka         |
| --------- | ---------------- |
| 1         | Natsu Yamaguchi  |
| 2         | G. Casanova      |
| 3         | Laurence Fischer |
| 3         | E. Fuchs         |

| Posizione | Karateka       |
| --------- | -------------- |
| 1         | Yıldız Aras    |
| 2         | Nathalie Leroy |
| 3         | E. Fujioka     |
| 3         | Roberta Minet  |

| Posizione | Nazione     |  |
| --------- | ----------- |  |
| 1         | Francia     |  |
| 2         | Germania    |  |
| 3         | Spagna      |  |
| 3         | Regno Unito |  |

| Posizione | Nazione  |
| --------- | -------- |
| 1         | Francia  |
| 2         | Spagna   |
| 3         | Giappone |
| 3         | Turchia  |

## Fonti
- (EN) Sito della Federazione Mondiale di Karate, su wkf.net.